# Tarcza zastoinowa
Tarcza zastoinowa (łac. oedema papillae nervi optici) – obrzęk tarczy nerwu wzrokowego w wyniku wzmożonego ciśnienia śródczaszkowego (termin zarezerwowany wyłącznie dla zmian na dnie oka powstałych w wyniku wzrostu ciśnienia wewnątrzczaszkowego), występuje np. w guzach mózgu, zapaleniach opon mózgowych, niekiedy w niektórych okresach nadciśnienia tętniczego.

Przeczytaj ostrzeżenie dotyczące informacji medycznych i pokrewnych zamieszczonych w Wikipedii.